# American Psychiatric Association
L'American Psychiatric Association (APA) è un'organizzazione professionale di psichiatri i cui soci sono medici degli Stati Uniti d'America, o di altre nazioni, che hanno una specializzazione in psichiatria. È la più grande associazione professionale psichiatrica del mondo, con circa 37.800 membri.
L'associazione cura diverse riviste accademiche ed opere, come pure il Diagnostic and Statistical Manual of Mental Disorders (DSM). Il DSM codifica le condizioni psichiatriche generalmente accettate e le linee guida per diagnosticare tali condizioni.
Quando è emerso che alcuni psichiatri stavano fornendo consulenza negli interrogatori a Guantánamo ed altre carceri statunitensi per accrescere l'efficacia della tortura, l'Associazione ha stabilito una regola che stabilisce che in nessuna circostanza uno psichiatra può prendere parte ad un interrogatorio.

## Pubblicazioni
L'APA pubblica le tre seguenti riviste ufficiali:
- The American Journal of Psychiatry
- The Journal of Neuropsychiatry and Clinical Neurosciences
- Psychiatric Services